# 约瑟夫·温洛克
约瑟夫·温洛克（英語：Joseph Winlock, 1826年2月6日—1875年6月11日）是一位美国天文学家和数学家。

## 生平
1826年出生在肯塔基州谢尔比县，是约瑟夫·温洛克将军（1758年-1831年）的孙子。1845年从肯塔基谢尔比学院毕业后，被任命为该学院数学和天文学教授。 
从1852年一直到1857年，他为美国星历和航海年历做计算员工作，搬至马萨诸塞州剑桥后，曾一度担任美国海军学院数学系主任，后来又返回年鉴办公室担任主任一职。1853年当选为美国文理学院院士。
1863年，他成为美国国家科学院50名特许院士之一 ，三年后，接替乔治·邦德出任哈佛大学天文台台长，并对该机构进行了许多重大改进。他还被聘任为哈佛大学的天文学教授。他留在该大学，最后成为大地测量学教授，直到他在1875年6月11日突然去世。 
他的主要天文工作包括测量子午圈、编制双星表和恒星测光。他还组织了1860年在肯塔基和1870前往西班牙的日食观察活动。 
月球上的温洛克环形山就是以他的名字命名的。